# Aeropuerto Alf. FAP Alfredo Vladimir Sara Bauer
El Aeropuerto Alférez FAP Alfredo Vladimir Sara Bauer (OACI:SPAS) es un pequeño aeropuerto regional que sirve a la población peruana de Andoas, distrito de Andoas, provincia de Datem del Marañón, departamento de Loreto. La única aerolínea que llega a este aeropuerto es StarPeru, quien realiza generalmente, un vuelo diario en la ruta Lima - Andoas - Iquitos. Estos son vuelos tipo Chárter contratados por la empresa Pluspetrol, actual operadora del yacimiento "Bloque 1AB".

## Aerolíneas y destinos

### Aerolíneas
| Aerolíneas      | Ciudades                | Aeronave            | Alianza |
| --------------- | ----------------------- | ------------------- | ------- |
| Saeta 1 destino | Nacionales: (1) Iquitos | Beechcraft King Air | N/A     |

### Destinos nacionales
| Loreto (1 destino, 1 aerolínea) |                                                                |       |
| Iquitos                         | Aeropuerto Internacional Coronel FAP Francisco Secada Vignetta | Saeta |

## Accidentes
- El 5 de mayo de 1998, un Boeing 737-200 de la FAP operado para Occidental Petroleum se estrelló en un intento de aproximación NDB al aeropuerto con mal tiempo (lluvias), murieron 75 de los 88 ocupantes.[1]